# Putz von Adlersthurn

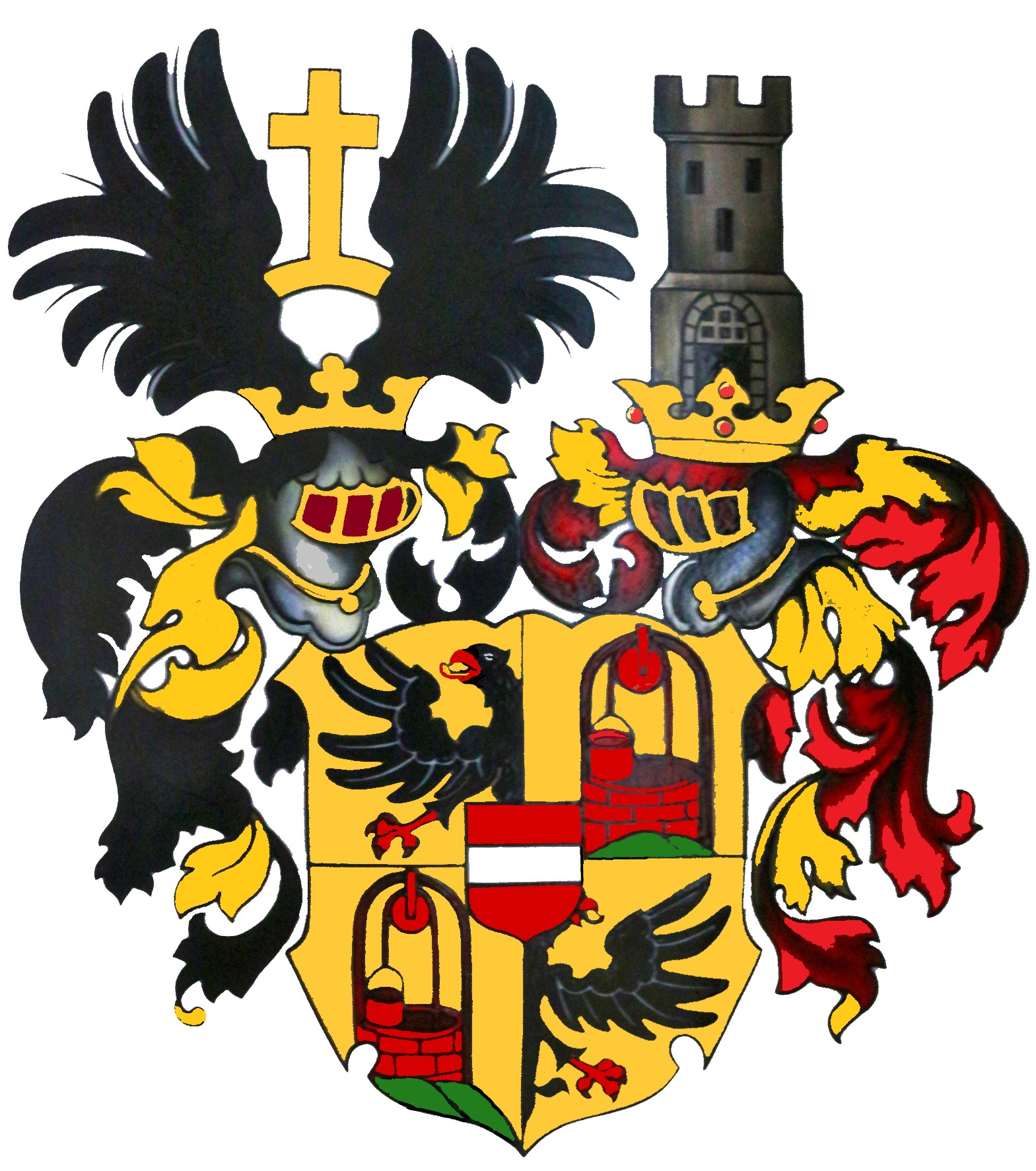
Gebessertes Wappen der Freiherren Putz von Adlersthurn

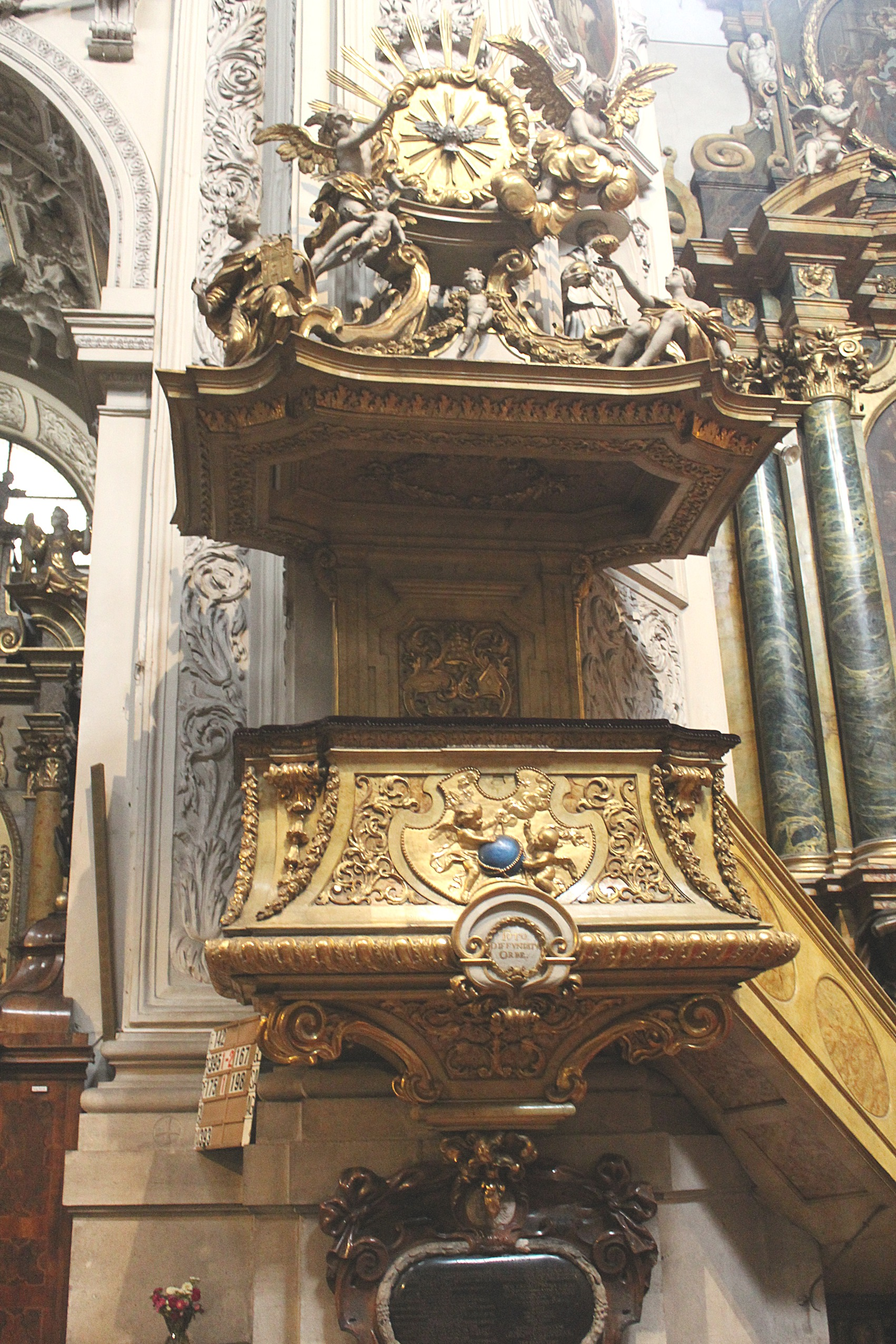
Kanzel in der Dominikanerkirche in Wien, unterhalb der Grabstein von Johann, Franz Edmund und Ignaz Dominik Putz von Adlersthurn

Putz von Adlersthurn (auch von Putz und Adlersthurn, Putz zu Adlersthurn, bzw. Putz von Turraquila; tschechisch Putzové z Adlersthurnu) war ein böhmisches, schlesisches und österreichisches briefadeliges Adelsgeschlecht, das in den erblichen Ritter- und Freiherrenstand erhoben wurde. Keine Verwandtschaft besteht zu anderen Adelsgeschlechtern mit Namen Putz, wie den Putz von Rolsberg und Putz von Breitenbach. 

## Geschichte
Das ursprünglich bürgerliche Geschlecht soll aus dem Heiligen Römischen Reich stammen und von dort aus in das Königreich Böhmen gezogen sein. Die Stammreihe beginnt mit Thomas Cornelius Putz († um 1631), der zu Beginn des Dreißigjährigen Krieges als Hauptmann von Podiebrad und Kolín fungierte. Dessen Sohn, der Hofkammerrat des Kaisers Ferdinand III. und Rentmeister Johann Putz erhielt 1631 den Adelsstand, am 30. September 1650 mit dem Prädikat „von Adlersthurn“ den alten böhmischen Ritterstand, 1654 den Ritterstand für die Erblande und das Reich sowie am 2. August 1658 von Kaiser Leopold I. eine Adelsbestätigung und Wappenbesserung. 1635 stieg er zum Oberregenten von Schlesien, der Grafschaft Glatz und Mähren auf. 1639 erscheint er als Besitzer von Odrau im späteren Österreichisch-Schlesien. 1648 erwarb er Möhlten in der Grafschaft Glatz. 1651 kaufte er Niemes und Dewin, sowie 1658 Merzdorf und Audishorn. Ein Gelübde ermöglichte nach seinem Tod 1663 den Bau einer neuen Kirche in Niemes und eines Heiligen Grabes. Seine zwei Söhne waren der kaiserliche Hofkammerrat Johann Franz Edmund Putz von Adlersthurn, Erbherr auf Niemes, Dewin, Podseditz, Dlaschkowitz und Drausendorf sowie der 1673 für volljährig erklärte Hofkammerrat  Assessor des Kammer- und Feudalgerichts Johann Ignaz Dominik Putz, der aus dem väterlichen Erbe die Güter Podsetitz und Dlaschkowitz erhielt. Nachdem sein älterer Bruder 1674 ohne Erben starb, fiel Johann Ignaz Dominik Putz das Erbe zu. Letzterer wurde am 11. Mai 1686 der Freiherrenstand verliehen.  
Am 1. September 1680 erlangte der kaiserliche Hofkammerrat Johann Markus Putz von Adlersthurn, der bereits 1650 in den niederösterreichischen Ritterstand aufgenommen wurde, den erbländisch-österreichischen Freiherrenstand mit der Anrede Wohlgeboren. 1662 kaufte letzterer die niederösterreichische Herrschaft Schrattenthal. Dessen drei Töchter wurden von ihrem kinderlosen Vetter Johann Ignaz Dominik Putz von Adlersthurn als Erben eingesetzt. Dabei sollte die älteste Schwester Maria Theresia verheiratet mit Ludwig Joseph Graf von Hartig als Universalerbin ihrer jüngerer Schwester Isabella 30.000 Gulden auszahlen. Der mittleren Schwester Maria Anna wurden Podsetitz und Dlaschkowitz bei Lobositz zugesprochen. Das Testament trat 1725 in Kraft. Unter der Kanzel in der Dominikanerkirche in Wien befindet sich der Grab- oder Gedenkstein für Johann und seinem Sohn Johann Franz Edmund Putz von Adlersthurn, den Johann Ignaz Dominik Putz von Adlersthurn stiftete.

## Standeserhebungen
- 1631: Adelsstand
- 1650: niederösterreichischer Ritterstand
- 30. September 1650: alter böhmischer Ritterstand
- 1654: Ritterstand für die Erblande und das Reich
- 2. August 1658: Adelsbestätigung und Wappenbesserung
- 1. September 1680: erbländischer Freiherrenstand
- 11. Mai 1686: böhmischer Freiherrenstand

## Wappen
- Stammwappen: ein redendes Wappen, da „Putz“  (wie „Pütz“) die Bedeutung „Brunnen“ hat: in Silber ein roter Ziehbrunnen, dessen Kette über ein rotes Scheibenrat läuft. Der gekrönte Helm mit rot-silbernen Decken trägt einen offenen schwarzen Flug. Dasselbe findet sich auch auf grünem Dreiberge der Brunnen silbern. Kleinod: der Brunnen zwischen offenem, von Blau und Silber verwechselt-geteiltem Flug. Decken: blau-silbern.[10]
- Gemehrtes Wappen von 1631: Quadriert; in Feld eins und vier in Gold an den Spalt gelehnter schwarzer Adler; in Feld zwei und drei in Silber der rote Brunnen. Kleinod: zwischen offenem schwarzen Flug ein goldenes Kreuz, stehend auf halbem, aufwärts gerundeten roten Ring. Decken: schwarz-golden und rot-silbern.[11]
- Freiherrliches Wappen von 1680: In Feld eins und vier der Adler; in Feld zwei und drei der Brunnen. Herzschild: in Rot ein silberner Balken, belegt mit dem goldenen Buchstaben L. Zwei gekrönte Helme: 1. der vorstehend aufgeführte; Decken: schwarz golden; 2. silberner Zinnenturm mit schwarzem Tor  und zwei schwarzen Fenstern; Decken: rot-silbern.[12]

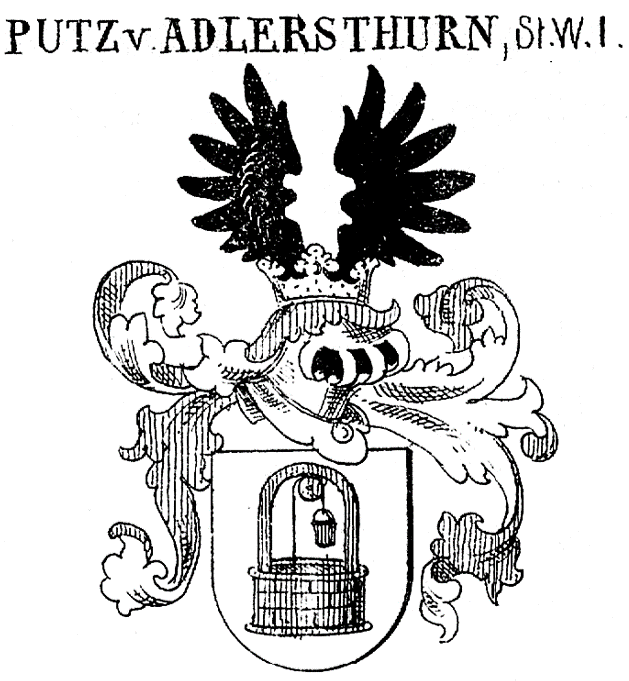
Stammwappen der Putz von Adlersthurn in Siebmachers Wappenbuch
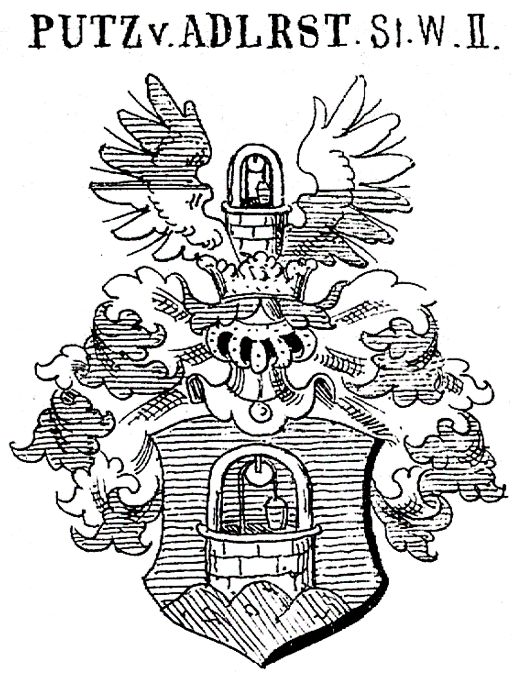
Alternatives Stammwappen der Putz von Adlersthurn in Siebmachers Wappenbuch
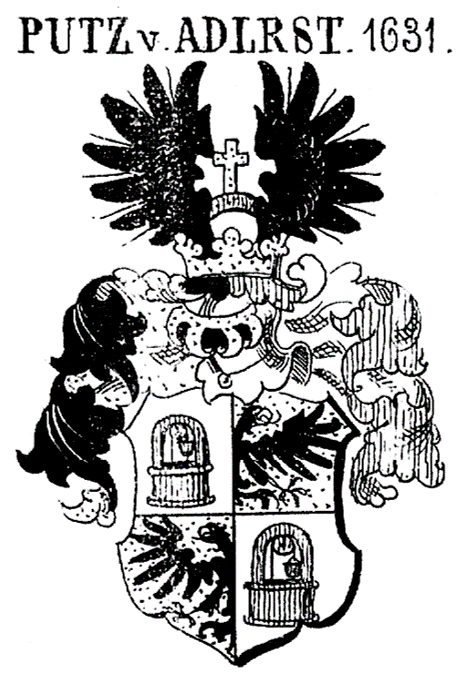
Vermehrtes Wappen der Putz von Adlersthurn (1631) in Siebmachers Wappenbuch
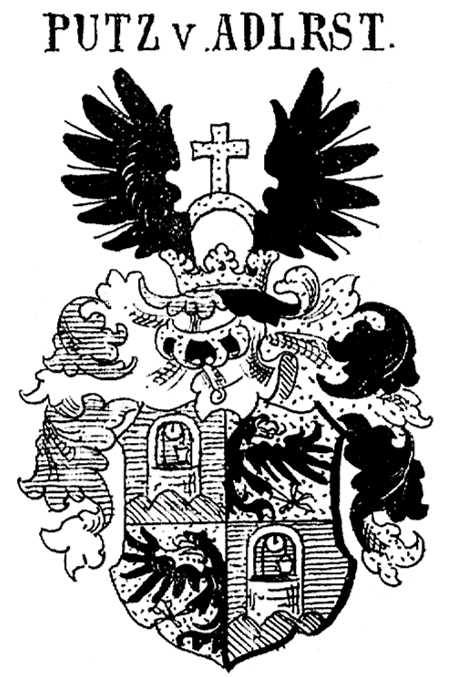
Alternatives vermehrtes Wappen der Putz von Adlersthurn in Siebmachers Wappenbuch
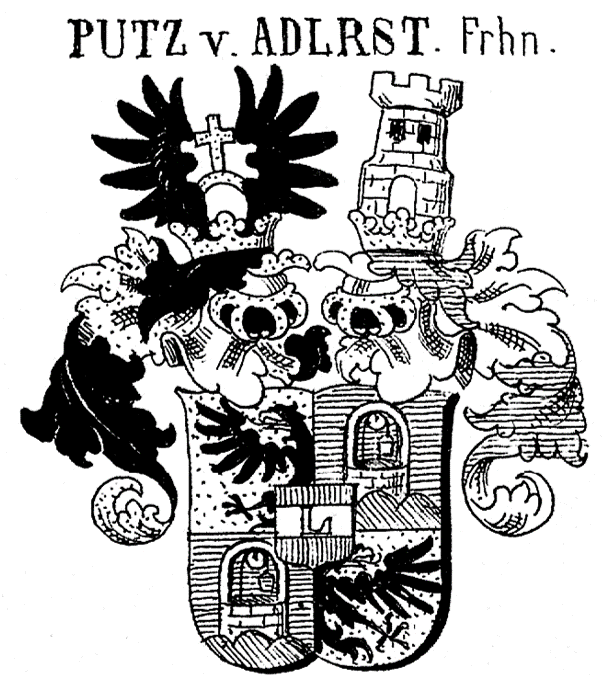
Freiherrenwappen der Putz von Adlersthurn (1680) in Siebmachers Wappenbuch
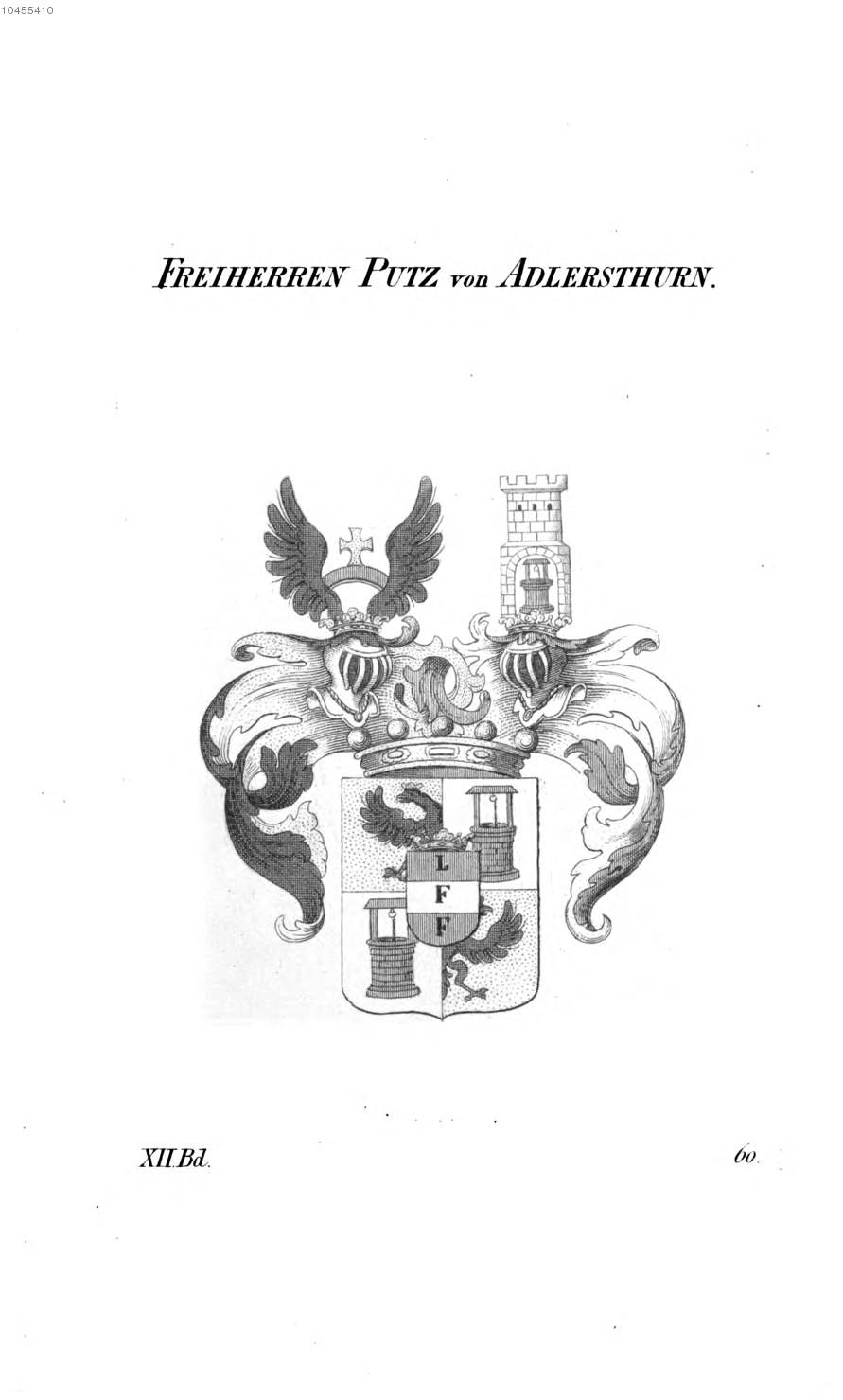
Wappen der Freiherren Putz von Adlersthurn nach Konrad Tyroff

## Genealogie (Auswahl)
1. Thomas Cornelius Putz (* um 1570; † um 1631) 
  1. Johann Putz von Adlersthurn (* 24. Mai 1595 in Kolin; † 26. Juni 1660 in Wien), Hofkammerrat, ⚭ Juliane Barbara Ringhart von Multanaw
    1. Johann Franz Edmund Putz von Adlersthurn (* um 1637; † 7. Juni 1674 in Wien), Hofkammerrat
    2. Johann Ignaz Dominik Putz von Adlersthurn (* um 1649; † 28. Januar 1718 ebenda), Hofkammerrat, Assessor des Kammer- und Feudalgerichts, ⚭ Theresia Freißleben von Buschhofen

  2. Johann Markus Putz von Adlersthurn (* um 1600 in Kolin; † 1662 in Wien), Hofkammersekretär, ⚭ Johanna Clara Rosenfeld von Hohenfall
    1. Mark Maximilian Putz von Adlersthurn (* um 1640; † 1700 in Wien), ⚭ Johanna Franziska von Kunitz und Weissenburg 
      1. Maria Theresia Esther Putz von Adlersthurn (* 13. September 1686 in Schrattenthal; † 27. April 1740 in Prag), ⚭ Ludwig Joseph von Hartig
      2. Maria Anna Putz von Adlersthurn
      3. Isabella Putz von Adlersthurn

## Sonstige Namensträger
- Anton Putz zu Adlersthurn (* 4. Mai 1892 in München; † nach 1945), bayerischer Schriftsteller[13]